# Matteo Zacconi
Matteo Zacconi (falecido em 1565) foi um prelado católico romano que serviu como bispo de Strongoli (1558–1565).

## Biografia
No dia 15 de junho de 1558, Matteo Zacconi foi nomeado pelo Papa Paulo IV Bispo de Strongoli. Serviu como Bispo de Strongoli até à sua morte em 1565.